# Medaille voor Verdienste in de Gemeenten
De Beierse Medaille voor Verdienste in de Gemeenten, in het Duits "
Kommunale Verdienstmedaille" geheten is een door het Beierse Ministerie van Binnenlandse Zaken sinds 1966 verleende onderscheiding voor onbetaald werk in gemeenten zoals het lidmaatschap van de Gemeenteraad.
De medaille wordt voor "langdurig medewerken aan het gemeentelijke zelfbestuur" toegekend in drie graden; Goud, Zilver en Brons. Hoewel de medaille geen orde is in de zin van de Beierse constitutie en zij niet geacht wordt in het openbaar gedragen te worden dragen de ontvangers een speld in de vorm van de medaille op het revers.